# Онучина, Раиса Михайловна
Лари́са Миха́йловна Ону́чина (1915—1976) — крановщица морского порта Ванино ММФ СССР. Герой Социалистического Труда (1966).

## Биография
Родилась 14 февраля 1915 года в селе Батраки Сызранского уезда Симбирской губернии в семье крестьянина.
Трудовую деятельность начала в 1928 году. Работала ученицей слесаря, затем слесарем на нефтебазе и сланцевом заводе в Сызрани. Позже трудилась в строительном управлении № 302. В 1938 году уехала в Мурманск, где устроилась на работу в Мурманский морской торговый порт (МТП). В 1942—1944 годах работала грузчиком-крановщиком Мурманского МТП.
В 1944—1947 годах была старшим крановщиком в городе Николаевск-на-Амуре, затем в 1947—1951 годах работала в Херсонском МТП.
В 1951 году переехала в посёлок Ванино Хабаровского края, где 25 лет проработала крановщицей морского порта. В 1952 году вступила в КПСС. Одной из первых в порту была удостоена звания «Ударник коммунистического труда». Активно работала с молодёжью, обучила своей профессии более 20 человек.
Избиралась членом Хабаровского крайкома и Совгаванского горкома КПСС, депутатом Ванинского районного Совета депутатов.
Умерла 30 июля 1976 года в Ванино, похоронена там же.

## Награды
- Герой Социалистического Труда (12.03.1966 — за особые заслуги в развитии народного хозяйства Хабаровского края)
- орден Ленина (12.03.1966)
- медаль «За трудовое отличие» (04.11.1953)
- медаль «За оборону Советского Заполярья»
- медаль «За доблестный труд в Великой Отечественной войне 1941—1945 гг.»

## Память
- 23 декабря 2005 года в Ванино на доме № 3 по улице 1-я Линия, где долгое время жила Р. М. Онучина, была открыта мемориальная доска.
- Бункеровочное судно «Раиса Онучина». Построено в 1978 году, списано и утилизировано в 2013 году.